# Túnel del Bordar
El Túnel del Bordar és un pas subterrani de la carretera N-145 que comunica La Seu d'Urgell amb Andorra, a la comarca de l'Alt Urgell, a la zona de Valls de Valira, paral·lel al Riu Valira. El túnel va ser construït per evitar un revolt molt tancat vora Anserall. És troba al quilòmetre 2 de la N-145.
Les obres han tingut un cost de 27,6 milions d'euros, un 10% per sobre del pressupost inicial. El projecte s'ha allargat el doble del temps previst: va començar el 2009 i s'havia d'haver acabat el 2011. Finalment va ser obert el 2013.
Té una llargada de 388,16 metres amb capacitat per a tres carrils, si bé només n'hi ha dos, un per a cada sentit, amb separació de seguretat al mig. La longitud total del túnel en mina és de 357,97 m. Els túnels artificials tenen longituds de 15,57 m i 16,20 m a la Boca Sud i Nord, respectivament. El túnel s'ha excavat mitjançant perforació i voladura i els sosteniments són a base de formigó projectat.